# Zequinha (ur. 1938)
Zequinha, właśc. José Pereira Mina (ur. 6 lipca 1938 w Recife) – brazylijski piłkarz, występujący podczas kariery na pozycji środkowego obrońcy.

## Kariera klubowa
Piłkarską karierę Zequinha rozpoczął w Náutico w 1955 roku. Z Náutico zdobył mistrzostwo stanu Pernambuco – Campeonato Pernambucano w 1960 roku. W latach 1960–1963 występował w SE Palmeiras. Z Palmeiras zdobył Taça Brasil 1960 oraz mistrzostwo stanu São Paulo – Campeonato Paulista w 1963 roku. W 1963 roku powrócił do Náutico. Był to złoty okres klubu z Recife, czego dowodem jest sześciokrotne z rzędu zdobycie mistrzostwa stanu Pernambuco – Campeonato Pernambucano w 1963, 1964, 1965, 1966, 1967, 1968 oraz zodbycie wicemistrzostwa Taça Brasil w 1967 roku, najważniejszych wówczas rozgrywek krajowych w Brazylii. Zequinha zdobył 4 z 6 mistrzostw stanu Pernambuco. W latach 1968–1969 był zawodnikiem portugalskiego AD Sanjoanense. Z Sanjoanense spadł do drugiej ligi w 1969 roku.

## Kariera reprezentacyjna
W reprezentacji Brazylii Zequinha zadebiutował 5 grudnia 1959 w wygranym 3-2 meczu z reprezentacją Paragwaju podczas drugiego turnieju Copa América 1959 w Ekwadorze, na którym Brazylia zajęła trzecie miejsce. Obok tego meczu w turnieju wystąpił w pozostałych trzech meczach z: Urugwajem, Ekwadorem i Argentyną. Ostatni raz w reprezentacji Zequinha wystąpił 27 grudnia 1959 w wygranym 2-1 towarzyskim meczu z reprezentacją Ekwadoru.